# On the Sunday of Life
On The Sunday Of Life... is het debuutalbum van de Britse progressieve rockband Porcupine Tree. Het album kwam uit in juli 1991. Op het album staan onder andere tracks gecomponeerd door Steven Wilson, en geproduceerd voor Tarquin's Seaweed Farm (1989) en The Nostalgia Factory (1990). De meeste teksten voor het album zijn geschreven door Alan Duffy.

## Tracklist
Part I - "First Love"

1. "Music for the Head" – 2:42

2. "Jupiter Island" – 6:12

3. "Third Eye Surfer" – 2:50

4. "On the Sunday of Life..." – 2:07

5. "The Nostalgia Factory" – 7:28

Part II - "Second Sight"

6. "Space Transmission" – 2:59

7. "Message from a Self-Destructing Turnip" – 0:27

8. "Radioactive Toy" – 10:00

9. "Nine Cats" – 3:53

Part III - "Third Eye"

10. "Hymn" – 1:14

11. "Footprints" – 5:56

12. "Linton Samuel Dawson" – 3:04

13. "And the Swallows Dance Above the Sun" – 4:05

14. "Queen Quotes Crowley" – 3:48

Part IV - "Fourth Bridge"

15. "No Luck With Rabbits" – 0:46

16. "Begonia Seduction Scene" – 2:14

17. "This Long Silence" – 5:05

18. "It Will Rain for a Million Years" – 10:51